# روميو وجولييت (فلم 1936)
روميو وجولييت (بالإنجليزية: Romeo and Juliet) هو فيلم تم إنتاجه في الولايات المتحدة وصدر في سنة 1936. الفيلم من إخراج جورج كوكور.

## فريق العمل
| - نورما شيرر - جولييت - ليزلي هوارد - روميو - بازل راثبون - تيبالت - جون باريمور - ماركيشيو - تشارلز أوبري سميث - كابوليت - فيوليت كيمبل كوبر - السيدة كابوليت - إدنا ماي أوليفر - ممرضة - ريجنالد ديني - بنفوليو - رالف فوربس - الكونت باريس - كونواي تيرل - الأمير إسكالوس |

## الميزانية والإيرادات
بلغت تكلفة إنتاج الفيلم حوالي 2,066,000 دولار بينما حقق أرباحا تقدر بـ 962,000 (Domestic earnings)|1,113,000 (Foreign earnings)}} دولار.

### ترشيحات وجوائز
| السنة | الحدث  | الفئة     | النتيجة |
| ----- | ------ | --------- | ------- |
|       | أوسكار | أفضل فيلم | ترشـيـح |

## وصلات خارجية
- مقالات تستعمل روابط فنية بلا صلة مع ويكي بيانات